# Bobo (kardynał S. Teodoro)
Bobo (zm. 9 października 1199) – włoski kardynał. 

## Życiorys
Pochodził z Rzymu i był krewnym papieża Celestyna III, który na konsystorzu w 1193 mianował go kardynałem-diakonem San Teodoro. Uczestniczył w papieskiej elekcji 1198 i podpisywał bulle papieskie między 4 marca 1193 a 19 czerwca 1199. Data jego śmierci jest zarejestrowana w nekrologu bazyliki watykańskiej, której był kanonikiem.